# Гельголандская бухта
Гельгола́ндская бу́хта (нем. Helgoländer Bucht) глубиной до 56 метров — это юго-восточная часть Северного моря, образованного западным побережьем полуострова Ютландия и северным побережьем Германии.
Гельголандская бухта — это морская бухта, протянувшаяся от устья Эльбы до острова Гельголанд между Восточно-Фризским островом Вангероге и Северо-Фризским полуостровом Айдерштедт; таким образом она отделяет Восточную Фрисландию от района Дитмаршен.
Через Гельголандскую бухту проходит один из наиболее оживленных морских путей: из Гамбурга или из устья Эльбы к Дуврскому проливу или к Ла-Маншу. Бухта является частью Национального парка Гамбургское Ваттовое море и ещё нескольких заповедников.
На юго-востоке бухты на мелководье эстуария устья Эльбы лежит маленький остров Нойверк. К югу от этого острова находится устье Везера, расположенное к востоку от бухты Ядебузен. На юго-западе залива находится Восточно-Фризский остров Вангероге. На востоке в бухту впадает река Айдер.